# Milanówek
Milanówek (prononciation : [mʲilaˈnuvɛk]) est une ville polonaise du powiat de Grodzisk Mazowiecki de la voïvodie de Mazovie dans le centre de la Pologne.
Elle forme une gmina urbaine (gmina miejska) du powiat de Grodzisk Mazowiecki, près de Varsovie.

## Histoire
Établi comme village, Milanówek reçoit le statut de ville en 1951.
De 1975 à 1998, la ville appartenait administrativement à la voïvodie de Varsovie.

## Structure du terrain
D'après les données de 2002, la superficie de la commune de Gostynin est de 13,52 km2, répartis comme suit :
- terres agricoles : 46%
- forêts : 3%

La commune représente 3,69% de la superficie du powiat.

## Démographie
Données en 2009 :
| description        | Total  | Total  | Femmes | Femmes | Hommes | Hommes |
| ------------------ | ------ | ------ | ------ | ------ | ------ | ------ |
| Unité              | Nombre | %      | Nombre | %      | Nombre | %      |
| population         | 15858  | 100    | 8391   | 53     | 7467   | 47     |
| Densité (hab./km²) | 1179,9 | 1179,9 | 624,3  | 624,3  | 555,6  | 555,6  |

## Relations internationales

### Jumelage
La ville de Milanówek est jumelée avec:
- Pologne - Lidzbark Warmiński
- Italie - Fumone
- Allemagne - Welzheim